# Condado de Lamont
El condado de Lamont es un distrito municipal canadiense situado en la provincia de Alberta.

## Superficie
Lamont tiene una superficie de 2385,58 km².

## Demografía
En 2021, tenía 3754 habitantes, una densidad poblacional de 1,6 hab./km², y 1829 viviendas.